# 梦想天堂
梦想天堂是杭州市市歌，最初由应豪于1995年作词曲，后以1元的象征性价格转让版权给杭州城建开发集团。2002年第二届西湖博览会时被正式确定为杭州市市歌。2024年8月31日，《梦想天堂》经杭州市十四届人大常委会第十九次会议表决通过，正式成为杭州市市歌。

## 演出和播放
- 2002年，该歌曾在西湖拆去围墙全面对外开放时由十万杭州人共同演唱[3]

- 2019年巴黎的杭州全球旗袍日进行了梦想天堂与尊巴舞结合的“《梦想天堂》全球旗袍共舞”旗袍秀表演[4]，闭幕时全场大合唱《梦想天堂》[5]。

- 2023年9月23日，在杭州第19届亚洲运动会开幕式主题文艺表演“潮起亚细亚”当中，全场万人合唱《梦想天堂》[6]。

## 衍生作品
杭州市残联为其创作了手语版。2015年，应豪又创作了《新梦想天堂》。2016年，应豪为这首歌创作了英文版，使用了巴萨诺瓦旋律，并加入了西湖、孤山等元素。原版和英文版一起被收录进《美丽浙江》音乐碟片中。2019年，杭州电视台西湖明珠频道第三次翻拍了《梦想天堂》。